# Военно-воздушные силы Центрально-Африканской Республики
Военно-воздушные силы Центрально-Африканской Республики (фр. Force Aérienne Centrafricaine) — один из видов Вооружённых сил ЦАР. По имеющимся данным, из-за нестабильной военной ситуации и экономического краха в Центрально-Африканской Республике, в наличии ВВС остаётся устаревшая техника. А полноценная деятельность ВВС не ведётся из-за технической негодности техники и оборудования, нехватки запасных частей, а также некомпетентности персонала.

## История
История ВВС ЦАР начинается с момента провозглашения независимости страны в 1961 году.
В 1973 году в ВВС ЦАР поступил транспортный самолёт Douglas C-54 Skymaster, получивший регистрацию TL-KAW). Он эксплуатировался до 1990-х годов. Также в 1970—1980 годах в качестве первого борта использовался административно-деловой самолёт Dassault Falcon 20D. Воздушное пространство в 1980-х годах патрулировалось ВВС Франции с использованием SEPECAT Jaguar.
ВВС Франции регулярно патрулировали воздушное пространство страны на самолётах Mirage F1 и оказывали поддержку с воздуха с нанесением авиаударов при проведении наземных операций в неспокойных районах страны, как минимум до 2007 года.

## Характеристика
Общая численность персонала ВВС ЦАР 150 человек. По официальным данным на 2020 год военно-воздушные силы ЦАР состоят из 3-х воздушных судов: двух легкомоторных BN-2 Islander и одного многоцелевого вертолёта Aérospatiale AS.350 Écureuil.
По неофициальной информации от 2007 года власти ЦАР закупили два старых транспортных вертолёта Ми-8 с Украины и один транспортный самолёт C-130 Hercules из США 1950 года выпуска. Также, согласно отчёту опубликованному в The Military Balance 2020, имеются два сверхлёгких самолёта J.300 Joker и один Cessna 172RJ Skyhawk, но другие источники эту информацию не подтверждают. На фотографиях, опубликованных на сайте russianplanes.net, изображены два вертолёта Ми-24В TL-KND (б/н 01) и TL-KJN (б/н 02) в цветах и с эмблемами ВВС ЦАР, но в каких-либо авторитетных источниках информации о наличии в составе ВВС ЦАР данного типа вертолётов нет.

## Список авиатехники ВВС ЦАР
По состоянию на 1 января 2021 года
| Фото | Тип             | Назначение                          | Количество | Примечания |
| ---- | --------------- | ----------------------------------- | ---------- | --- |
|      | BN-2 Islander   | пассажирский / транспортный самолёт | 2          | По данным Military Balance за 2020 год числятся 3 ВС данного типа, по данным Aeronautica & Difesa в 2018 году числилось два самолёта данного типа, один из которых находился на хранении. |
|      | AS 350 Ecureuil | многоцелевой вертолёт               | 1          | Рег. № TL-KAZ (c/n 1733), закуплен в 1987 году |
|      | Ми-8Т           | многоцелевой вертолёт               | 1          | 1 (TL-KFB) в строю + 2 на хранении, по состоянию на 2018 год |

Воздушные суда, которые ранее фигурировали в различных отчётах и о которых нет информации по состоянию на 1 января 2021 года:
- Aermacchi AL-60[англ.] (AL-60C-5 Conestoga) — 6
- C-130A Hercules — 1[3]
- Cessna 172RJ Skyhawk — 1[3]
- J.300 Joker[англ.] — 2[3]